# Gunnar Aagaard Andersen
Gunnar Aagaard Andersen (14. juli 1919 - 29. juni 1982) var en dansk billedhugger, maler, designer og arkitekt, hvis arbejde tilhører konkretismen.

## Tidlige liv og uddannelse
Aagaard Andersen var født i Ordrup nord for København og gik på Kunsthåndværkerskolen i København fra 1936 til 1939. Mellem 1940 og 1946 studerede han ved Det Kongelige Danske Kunstakademi under Aksel Jørgensen og Gunnar Biilmann Petersen. Han studerede i en kort periode også radering ved Det Kongelige Svenske Kunstakademi. Fra 1946 til 1950 studerede han i Paris under billedhuggeren Ossip Zadkine, hvorefter han rejste til Italien (1951) og England (1952–53).

## Karriere
Aagaard Andersen udstillede først på Kunstnernes Efterårsudstilling i 1937. Oprindeligt lavede han primært tegninger og skitser, men malede også. I 1940'erne illustrerede han et antal bøger i en realistisk stil, men mens han var i Paris, blev han inspireret til at male inden for konkret kunst-stilen. Han var en af grundlæggerne af kunstnerforeningen Linien II (1948-52), hvilket sikrede et arbejdsmæssigt forhold mellem nye tendenser inden for fransk kunst og udviklingen i Danmark. I Frankrig sluttede han sig til den nydannede forening for konkret kunst Groupe Espace, der samlede arkitekter, billedhuggere, ingeniører og malere, der samarbejdede om at skabe værker under åben himmel. Aagaard Andersen var en af de 45 deltagere i den store udendørsudstilling, som de præsenterede i Biot, Alpes-Maritimes i 1954.
I 1950'erne skabte han arkitektoniske designs indarbejdet med dekorative træk til tekstilfirmaet Mads Eg Damgaard i Herning, hvilket gav ham en mulighed for at demonstrere sin forståelse af integreret kunst. I samme periode producerede han tæpper og tekstiler i samarbejde med Unika Vaev. Han var også aktiv som designer og producerede en polyesterstol i 1964, som nu er udstillet i New Yorks Museum of Modern Art. Hans mest omfattende præstation inden for dekoration var Odense Koncerthus i 1983.
Fra 1972 til 1982 var Aagaard Andersen professor ved Det Kongelige Danske Kunstakademi. 
Han døde i Munkerup den 29. juni 1982.
Der har været flere udstillinger af Aagaard Andersens værker både i Danmark og i udlandet. Blandt dem kan nævnes den i Den Frie Udstilling i København i 2013.

## Priser og hæder
I 1977 blev Aagaard Andersen tildelt Eckersberg-medaljen og i 1980 blev han tildelt Thorvaldsen-medaljen. I 2006 blev Polyetherstolen optaget i den danske Kulturkanonen.

## Udstillinger
- Aagaard Andersen i brug, Den Frie Udstilling, København (17. august – 16. oktober 2013) [5]

## Yderligere læsning
- Lovring, Rigmor. "Aagaard Andersen, Gunnar." I Grove Art Online. Oxford Art Online, (adgang til 5. februar 2012; abonnement kræves).
- Panton stolen (klik på "Clear" nederst), 5. september 2008, Susie Quillin, arkiveret fra bloggen loveminty.com.
- Information om designeren Gunnar Aagaard Andersen (engelsk)

## Eksterne links
- Illustreret kommentar til Aagaard Andersens arbejde fra Jens Tang Kristensen på Kunstkritikk
- Arbejde af Gunnar Aagaard Andersen i samlingen på Museum of Modern Art, New York
- Information og billeder om designeren Gunnar Aagaard Andersen hos designbureauet TAGWERC (engelsk)